# Sebastián Gularte
Sebastián Gularte, vollständiger Name Gerardo Sebastián Gularte Fros, (* 21. Mai 1990 in Tacuarembó) ist ein uruguayischer Fußballspieler.

## Karriere
Sebastián Gularte stand zu Beginn seiner Karriere mindestens ab der Clausura 2009 im Kader des seinerzeitigen Erstligisten Tacuarembó FC. In der Saison 2009/10 bestritt er dort neun Partien (kein Tor) in der Primera División. Im Jahr 2010 wechselte er zu Deportivo Maldonado. Von dort zog er 2011 weiter zu Deportes Savio. Im selben Jahr kehrte er zum Tacuarembó FC zurück und verblieb dort bis 2013. Ebenfalls 2013 wählte er seine nächste Karrierestation beim Erstligisten CA Cerro, dem er sich zur Apertura 2013 anschloss. Die Clausura 2014 verbrachte er in Reihen der Rampla Juniors und kam dort in der Spielzeit 2013/14 zu 17 Zweitligaeinsätzen, in denen er 13 Tore erzielte. Zur Apertura 2014 folgte sein Wechsel zu den Montevideo Wanderers. In der Saison 2014/15 wurde er 17-mal (drei Tore) in der Primera División und zweimal (kein Tor) in der Copa Libertadores 2015 eingesetzt. Anfang Juli 2015 schloss er sich dem chilenischen Verein San Marcos de Arica an. Für die Chilenen absolvierte er 19 Erstligaspiele (drei Tore) und lief zweimal (ein Tor) in der Copa Chile auf. Ende Juli 2016 wechselt er zum Club Atlético Progreso. In der Saison 2016 wurde er bei dem Zweitligisten elfmal (kein Tor) in der Liga eingesetzt. Mitte Januar 2017 verpflichtete ihn der Deportivo Mictlán. Fünf absolvierte Ligabegegnungen (kein Tor) stehen für ihn bei den Guatemalteken bislang (Stand: 18. Februar 2017) zu Buche.